# 리 레믹
리 레믹(Lee Remick, 1935년 12월 14일 ~ 1991년 7월 2일)은 미국의 배우이다.

## 영화
- 군중 속의 얼굴
- 길고 긴 여름날
- 살인의 해부
- 분노의 강
- 술과 장미의 나날
- 형사 (1968년 영화)
- 오멘 (1976년 영화)